# Епископ бачки Георгије
Георгије (световно Гаврило Хранислав; Рума, 8. новембар 1775 — Нови Сад, 22. јун 1843) био је епископ Српске православне цркве.

## Световни живот
Епископ Георгије је рођен као Гаврило Хранислав у Руми 8. новембра 1775, од родитеља Павла и Алке. Основне науке учио је код домаћих учитеља у Руми. У раздобљу 1787-1791. похађао је славеносрпску школу. Гимназију је учио у Карловцима и Новом Саду, а потом био на Академији у Великом Варадину, слушајући филозофију. На крају је у Пешти и Бечу похађао последипломску наставу из права и филозофије.

## Монашки живот
Од 1804. године Гаврило Хранислав је професор гимназије у Карловцима, све до 1812. године, када га Митрополит Стефан (Стратимировић) у чин ђакона 6. октобра дате године, Потом га је произвео за протођакона 31. јануара 1813, а за архиђакона 21. новембра 1814.
Гаврило Хранислав прихвата монаштво 11. јануара 1816. у манастиру Крушедолу од стране архимандрита манастира Димитрија (Крестића), који му даје име Георгије. За презвитера рукоположен је 2. јуна 1818, а 21. новембра произведен за протосинђела од митрополита Стефана.
За архимандрита раковачког произвео га је 28. новембра 1821. епископ пакрачки Јосиф (Путник). До 1827. године је био професор богословије у Карловцима. Истовремено је био помоћник митрополита у члан многих тела и комисија. Током овог времена посебну пажњу је поклањао Манастиру Раковцу, који је тада у целости обновљен.

## Епископско звање
Архимандрит Георгије је 24. јануара 1829. посвећен за Епископа пакрачког, будући да је дотадашњи епископ Јосиф (Путник) прешао на темишварску катедру. Ту епископ Георгије остаје једну деценију.
1839. године епископ Георгије је премештен у Бачку епархију и то 26. маја. Смрћу митрополита Стефана (Станковића) администрирао је Карловачком митрополијом у времену од 31. јула 1841. до избора новога митрополита 1842.
Епископ Георгије био је веома образован човек свога времена и имао је склоност ка књижевности и сакупљању књига. Поред тога, помагао је сиротињу и школовање младих.
Умро је 22. јуна 1843. Сахрањен је у Саборном новосадском храму.